# غياب الأسهر الخلقي
غِياب الأَسْهَر الخِلْقِيّ أو عدم تخلق الأسهر (بالإنجليزية: Congenital absence of the vas deferens)‏ هي حالة طبية يفشل فيها الأسهر في التَشَكُّل قبل الولادة. وقد يحصل عدم التخلق في كلا الجانبين أو بِجانبٍ واحدٍ فقط.

## الفيزيولوجيا المرضية
يَصِل الأسهر بين الخصية المُصنعة للِنطاف والقضيب. ولذلك، فإن الأشخاص الذين يفتقدون للأسهر يكونون قادرين عادةً على تكوين النطاف ولكنهم غير قادرين على نقلها بشكل صحيح؛ لِذا لا يحتوي سائلهم المنوي على النطاف، وهي حالة تُعَرف باسم فقد النطاف.

## الأسباب
هنالك مجموعتان رئيسيتان لأسباب غياب الأسهر الخلقي، المجموعة الأكبر مرتبطة بالتليف الكيسي والذي يحدُث بسبب طفرة بالجين CFTR. بينما المجموعة الأصغر (وتُقدر بحوالي 10% إلى 40% من إجمالي الحالات) مُرتبطة بغياب الكلية الخلقي ثنائي الجانب ومن غير المعروف السبب الجيني وراء ذلك.
الطفرة الجينية في الجين CFTR ينتج عنه فقد النطاف الانسدادي في مرحلة ما بعد البلوغ لدى الذكور المصابين بالتليف الكيسي. من اللافت للنظر أن غياب الأسهر الخلقي هو واحد من أكثر السمات المرتبطة بالتليف الكيسي حيث أنها تؤثر على 98-99٪ من المرضى المصابين بالتليف الكيسي. في المقابل، تظهر الأعراض التنفسية الحادة أو المستمرة في 51٪ فقط من إجمالي المرضى الذين يعانون من التليف الكيسي.

## التشخيص
```
يعتبر تَخْطيطُ الصَّدَى الخاص بالصفن والتصوير فوق الصوتي عبر المستقيم مفيداً في تشخيص حالات غياب الأسهر الخلقي الثنائي والأحادي الجانب، والذي قد يترافق مع شذوذات ظاهرة أو عدم تخلق في 
البربخ
 أو 
الحويصلات المنوية
 أو 
الكلى
.
[
5
]
```

## العلاج
يمكن للأفراد المصابين بغياب الاسهر الخلقي الانجاب بمساعدة عدة طرق حديثة باستخراج النطاف (الحيوانات المنوية) من الخصية مباشرةً وحقن الحيوانات المنوية بالبويضة. وبما ان خطر الإصابة بالتليف الكيسي يرتفع مع غياب الاسهر الخلقي في الأطفال فإنه ينصح بإجراء استشارات جينية.

## روابط خارجية
- "Congenital bilateral absence of the vas deferens". Genetics Home Reference. مؤرشف من الأصل في 2010-04-08.
- Congenital bilateral aplasia of vas deferens; Congenital bilateral absence of the vas deferens في معاهد الصحة الوطنية الأمريكية للأمراض النادرة
- "CFTR-Related Disorders Includes: Congenital Absence of the Vas Deferens". GeneTests. مؤرشف من الأصل في 2009-06-11.